# Hejbowicze
Hejbowicze (biał. Гэйбавічы; ros. Гейбовичи) – wieś na Białorusi, w obwodzie witebskim, w rejonie postawskim, w sielsowiecie Komaje.

## Historia
W czasach zaborów wieś rządowa w gminie Hoduciszki, w powiecie święciańskim, w guberni wileńskiej Imperium Rosyjskiego. W 1866 roku miała 122 mieszkańców w 11 domach. W 1905 roku liczyła 123 mieszkańców, 183 dziesięciny.
W latach 1921–1945 wieś leżała w Polsce, w województwie wileńskim, w powiecie święciańskim, w gminie Hoduciszki.
W 1931 w 21 domach zamieszkiwało 108 osób.